# Aulije-Ata-Rind
Das Aulije-Ata-Rind ist eine Hausrindrasse, die in der kasachischen Stadt Aulije-Ata (heute Taras) im späten 19. Jahrhundert gezüchtet wurde, indem man lokale kasachische Rinder mit Schwarzbunten Niederungsrindern kreuzte. Ab 1935 wurde ein Zuchtbuch geführt. 1950 wurde die Zucht offiziell anerkannt.